# Серяков, Лаврентий Авксентьевич
Лавре́нтий Авксе́нтьевич Серяко́в (28 января 1824, Жиздра, Калужская губерния — 2 января 1881, Ницца) — русский гравёр, последователь натурализма, наиболее значимый петербургский ксилограф пореформенной эпохи; ученик барона Константина Клодта, наставник Василия Матэ. Академик Императорской Академии художеств (с 1864).

## Биография
Лаврентий Серяков родился 28 января 1824 года в местечке Жиздра Калужской губернии в семье солдата 3-го карабинерного полка, происходившего из крестьян села Холопова Солигаличского уезда Костромской губернии.
Осенью 1832 года был зачислен в кантонисты 3-го карабинерного полка (по упразднении полка в 1833 г. был переведён в Киевский гренадерский полк); был певчим в полковом, а с осени 1834 г. и в дивизионном хоре; в 1836 г. зачислен в полковые музыканты; два года спустя определён в батальон военных кантонистов в Псков.
В 1843 году Серяков переведён писарем в Санкт-Петербург, в департамент военных поселений. Здесь у Серякова развилась страсть к чтению и рисованию; обратив на себя внимание начальства своим искусством в черчении и рисовании, он, по экзамену, был определён в топографы и, не желая жить в общей казарме с товарищами и имея нужду в собственном угле — для себя и для матери — Серяков поступил в дворники в дом в Озёрном переулке. Не оставляя занятий рисованием, Серяков успевал отправлять свои служебные задания как топографа, так и дворника. К этому времени, 1846 год, относятся его первые опыты гравюры на дереве, которые он исполнял самоучкой, без знания малейших к тому приёмов, простым перочинным ножом.

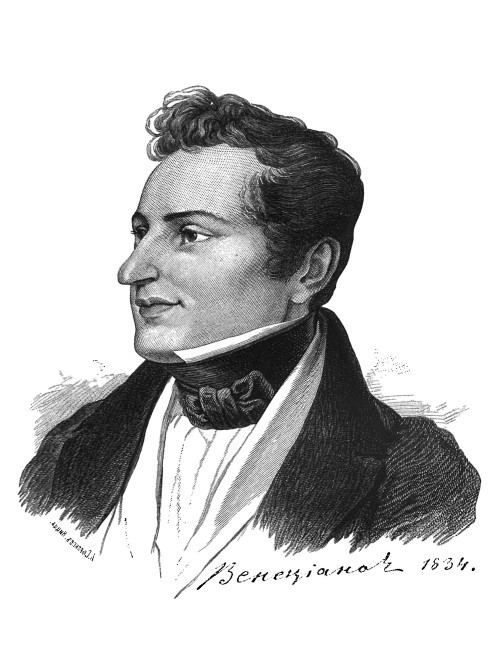
Портрет Н. В. Гоголя
По оригиналу А. Г. Венецианова

В апреле 1847 года топограф Серяков определён, по повелению императора Николая I, в Императорскую Академию художеств, учился у К. К. Клодта, в 1853 г. получил звание художника за превосходно выполненную гравюру на этюд Рембрандта «Голова старика в профиль».

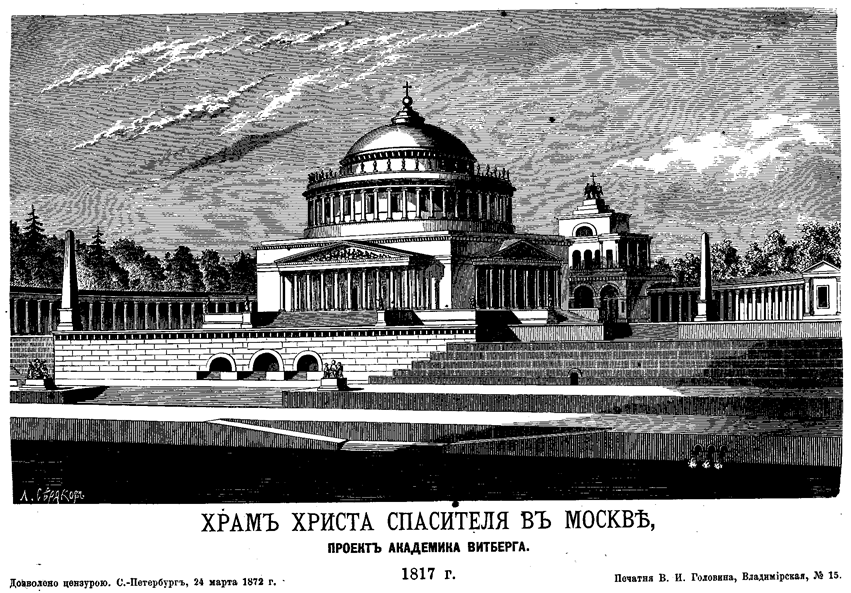
Проект Храма Христа Спасителя. 1872

С 1853 года Лаврентий Авксентьевич уже пользуется известностью лучшего гравёра на дереве в России и в следующем году он стал первым и единственным в России академиком гравюры на дереве. Политипажи и, в особенности, портреты, им исполненные украшают множество русских повременных и отдельных изданий в России и некоторые иллюстрированные издания во Франции. В частности, Серяков работал для следующих изданий: «Всемирной иллюстрации» (62 гравюры), «Сказки, рассказы, очерки и речи Лабуля», «Нива» (1870—1873), «Русская старина» (1870—1881), «Семья и школа», «Народные сказания. Сборник для юнош» (СПб., 1871), «История русской литературы» Полевого (СПб., 1872), «Сказки Кота-Мурлыки» (СПб., 1872), «Сборник рукописей, представленных Наследнику Цесаревичу о Севастопольской обороне севастопольцами» (СПб., 1872—1873), «Отечественная история» Рождественского (СПб., 1873, 1875, 1877, 1880), «Модный свет» (СПб, 1867—1883), «Русская библиотека», «Кругозор» (СПб., 1876), «Павловск. (1777—1877)». Один перечень исполненных им гравюр занимает в «Русской старине» (том XXXI, июнь) несколько страниц мелкой печати.
Серяковым была основана школа последователей и учеников — гравёров на дереве. В числе его учеников можно назвать: П. Ф. Борисова, В. В. Матэ, И. И. Матюшина, Г. И. Грачева, К. Крюгера, Я. Я. Яннико и других. 
В 1868 г. Серяков женился на одной из своих учениц, художнице А. А. Гавриловой, но брак оказался недолгим: его жена скончалась в 1873 г.
В 1874 году Серяков по расстроенному здоровью уехал за границу и с тех пор работал исключительно по заказам журнала «Русская старина», также в то время им были написаны воспоминания, напечатанные в «Русской старине» в 1875 году (том XIV).
Серяков скончался 2 января 1881 года в Ницце и там же был похоронен на кладбище Кокад. В том же году в «Русской старине» был напечатан обширный очерк «Жизнь и произведения гравёра Л. А. Серякова» (тт. XXX, февраль; XXXI, июнь) принадлежащий перу Н. П. Собко. В 1882 году в Санкт-Петербурге издатели журнала «Русская старина» выпустили большой памятный альбом с гравюрами Серякова.
Гравюра Серякова по рисунку П. Ф. Бореля, изображающая шахматиста А. Д. Петрова, послужил основой для картины Григория Мясоедова «Сам с собою, или Игра в шахматы» (1907).